# Tour de Qatar de 2010
El Tour de Qatar de 2010 fou la novena edició del Tour de Qatar. La cursa es disputà en sis etapes, una d'elles contrarellotge per equips, entre el 7 i el 12 de febrer de 2010.
Wouter Mol guanyà la classificació final, per davant de Heinrich Haussler, que s'imposà en la classificació dels punts. La classificació dels joves fou per Roger Kluge, mentre que el Cervélo Test Team guanyà la classificació per equips.

## Equips participants
Llista de participants
| Team Milram      | Omega Pharma-Lotto           | Garmin-Transitions | Team Katusha   |
| Team Saxo Bank   | Quick Step                   | Team HTC-Columbia  | Liquigas-Doimo |
| AG2R La Mondiale | Topsport Vlaanderen-Mercator | Trek Livestrong    | Vacansoleil    |
| BMC Racing Team  | Saur-Sojasun                 | Cervélo TestTeam   | Team Sky       |

## Etapes
| Etapa    | Data         | Recorregut                              | Km    | Vencedor d'etapa  | Líder de la general  |
| -------- | ------------ | --------------------------------------- | ----- | ----------------- | -------------------- |
| 1a etapa | 7 de febrer  | West Bay Lagoon – West Bay Lagoon (CRE) | 8,2   | Team Sky          | Edvald Boasson Hagen |
| 2a etapa | 8 de febrer  | Camel Race Track – Qatar Foundation     | 147,0 | Geert Steurs      | Wouter Mol           |
| 3a etapa | 9 de febrer  | Dukhan – Mesaieed                       | 136,5 | Tom Boonen        | Wouter Mol           |
| 4a etapa | 10 de febrer | The Pearl – Al Khor Corniche            | 146,5 | Francesco Chicchi | Wouter Mol           |
| 5a etapa | 11 de febrer | Lusail – Madinat Al Shamal              | 142,0 | Tom Boonen        | Wouter Mol           |
| 6a etapa | 12 de febrer | Al Wakra – Doha Corniche                | 123,5 | Francesco Chicchi | Wouter Mol           |

## Classificació general final
| #  | Ciclista          | Equip                        | Temps       |
| -- | ----------------- | ---------------------------- | ----------- |
| 1  | Wouter Mol        | Vacansoleil                  | 15h 55' 17" |
| 2  | Geert Steurs      | Topsport Vlaanderen-Mercator | + 35"       |
| 3  | Tom Boonen        | Quick Step                   | + 1' 45"    |
| 4  | Roger Kluge       | Team Milram                  | + 1' 59"    |
| 5  | Marcus Burghardt  | BMC Racing Team              | + 2' 05"    |
| 6  | Danilo Napolitano | Team Katusha                 | + 2' 09"    |
| 7  | Philippe Gilbert  | Omega Pharma-Lotto           | + 2' 17"    |
| 8  | Francesco Chicchi | Liquigas                     | + 2' 28"    |
| 9  | Heinrich Haussler | Cervélo TestTeam             | + 2' 37"    |
| 10 | Stuart O'Grady    | Team Saxo Bank               | + 2' 40"    |

## Evolució de les classificacions
| Etapa (Vencedor)             | Classificació general | Classificació per punts | Classificació dels joves | Classificació per equips     |
| ---------------------------- | --------------------- | ----------------------- | ------------------------ | ---------------------------- |
| 1a etapa (Team Sky)          | Edvald Boasson Hagen  | No entregat             | Edvald Boasson Hagen     | Team Sky                     |
| 2a etapa (Geert Steurs)      | Wouter Mol            | Geert Steurs            | Roger Kluge              | Topsport Vlaanderen-Mercator |
| 3a etapa (Tom Boonen)        | Wouter Mol            | Heinrich Haussler       | Roger Kluge              | Topsport Vlaanderen-Mercator |
| 4a etapa (Francesco Chicchi) | Wouter Mol            | Heinrich Haussler       | Roger Kluge              | Topsport Vlaanderen-Mercator |
| 5a etapa (Tom Boonen)        | Wouter Mol            | Heinrich Haussler       | Roger Kluge              | Topsport Vlaanderen-Mercator |
| 6a etapa (Francesco Chicchi) | Wouter Mol            | Heinrich Haussler       | Roger Kluge              | Cervélo TestTeam             |
| Classificació final          | Wouter Mol            | Heinrich Haussler       | Roger Kluge              | Cervélo TestTeam             |